# Анциферова, Татьяна Владимировна
Татья́на Влади́мировна Анци́ферова (род. 11 июля 1954, Стерлитамак, Башкирская АССР, СССР) — советская и российская эстрадная певица (лирико-драматическое сопрано).

## Биография
Отец Татьяны Анциферовой окончил Харьковский институт инженеров транспорта и был распределен в Башкирию. До восьми  лет Татьяна жила в Стерлитамаке, пошла там в первый класс и через неделю уехала с родителями в Харьков.
Пела в школьном ВИА. Училась в Харьковском музыкально-педагогическом училище. До своей звёздной популярности Татьяна пела в харьковском ДК строителей.
Эстрадную карьеру начала в ВИА «Лелеки» (рус. Аисты) под руководством Валерия Новака. Победив в 1971 году на республиканском конкурсе вокалистов, она стала солисткой ансамбля «Везувий» под руководством будущего мужа Владимира Белоусова. Осенью 1972 года дирекция киевского «Укрконцерта» пригласила коллектив «Везувий» работать в качестве аккомпанирующего ансамбля для известного певца Петра Топчия в программе «С песней по жизни». В это же время, наряду с работой в программе, Топчий даёт Татьяне уроки миланской вокальной школы. С лета 1973 года ансамбль выступает самостоятельно под названием «Либідь» (название летописной реки, являющейся правым притоком Днепра на территории Киева. Река названа в честь легендарной сестры основателей Киева Кия, Щека и Хорива Лыбеди).
В 1974 году пыталась вместе с мужем эмигрировать в США, но из-за болезни Белоусова об отъезде пришлось забыть.
С 1975 года ансамбль переехал в Закарпатскую филармонию в Ужгороде и работал под названием «Музики» (рус. Музыканты). Руководитель ансамбля Владимир Белоусов сделал всё для того, чтобы Татьяна попробовала себя в разных жанрах. В её репертуаре было всё: от народных песен Закарпатья до джаз-рока "Blood, Sweat & Tears", "Earth, Wind & Fire", «Chicago» и «Weather Report», но самыми любимыми звездами и примерами для подражания для неё оставались итальянка Мина и американки Роберта Флэк, Барбра Стрейзанд и Карен Карпентер («The Carpenters»).
В конце 1977 года самый популярный кинокомпозитор СССР Александр Зацепин отдал ей свои песни «Ищу тебя», «Мир без любимого», «Он пришёл» и «Звездный мост», которые в 1978 году вошли в фильм «31 июня». В этом же фильме, снятом по одноимённой повести Джона Б. Пристли режиссёром-постановщиком Леонидом Квинихидзе, голос Татьяны впервые прозвучал в кино. Однако исполнение Анциферовой песни «Ищу тебя» в телепрограмме «Москвичка», посвящённой фильму, было вырезано из эфира.
Когда Александр Зацепин конструировал оркестроллу — свой вариант меллотрона, — он пригласил Анциферову для записи «магнитофонных колец»:
...нужно было каждую ноту моего диапазона пропеть, не вибрируя, не понижая и не повышая тон, то есть в течение сорока секунд сделать такой семпл, чтобы лента закольцевалась. Я в своём диапазоне, у меня тогда был довольно большой диапазон, в малой, в первой и во второй октаве каждую ноту по полутонам прописывала на звук «а», на звук «и», на звук «у», в общем, на все главные гласные, которые могут использоваться в качестве подпевок. И на «м» с закрытым ртом. Так же в точности мой муж, у которого был бас, записывал большую и даже контроктаву, насколько мог. <...> Это сейчас, когда есть компьютеры, можно «нарисовать», а тогда нужно было ноту поставить и тянуть её, зная, что пока не закончатся 40 секунд, ты не должен «подкачать», потому что подровнять её уже будет нельзя. Ну, естественно, какая-то «кривизна» была…
Данный инструмент можно услышать в фильме «31 июня», а также в песнях «Молодость» (вокал — Сергей Беликов) и «Ясные звёзды» (вокал — Анатолий Алёшин).
Татьяна сотрудничала с ленинградским композитором Виктором Резниковым и являлась первой исполнительницей его песен «Улетай, туча» и «В книжке записной».
Выступала в качестве разогревающего артиста перед В. Высоцким, ансамблем «Песняры».
В 1979 году была работа для художественного фильма «Узнай меня» режиссёра-постановщика Владимира Попкова, где также прозвучали песни в исполнении Т. Анциферовой «Узнай меня» и «Ты поверь, поверь».

### 1980-е
В 1980 году, как итог плодотворной работы в этих кинофильмах и большой популярности песен, Всесоюзная фирма грамзаписи «Мелодия» выпустила два диска «Песни из телефильма „31 июня“» Александра Зацепина и «Узнай меня» А. Зацепина и Л. Дербенёва, где были записаны песни в исполнении Татьяны Анциферовой. На диске к фильму «31 июня» исполнила все свои партии, кроме заглавной песни «Ищу тебя», которую переписали в исполнении Ксении Георгиади, достоверная причина замены не известна по сей день.
Татьяна Анциферова исполняла песни композиторов Д. Тухманова, В. Резникова, В. Шаинского, В. Матецкого, В. Преснякова и Ю. Маликова, И. Николаева, Т. Ефимова, И. Ефремова, Е. Дединской, М. Шепф, Р. Майорова.
В олимпийское лето 1980 года записала вместе с композитором Виктором Резниковым одну из лучших своих песен «Лето без тебя». Песня стала популярной, она часто звучала по радио.
Летом 1980 участвовала в записи песни «До свидания, Москва» А. Пахмутовой совместно со Львом Лещенко и ВИА «Пламя», звучавшую на церемонии закрытия "Олимпиады-80" во время полёта в небо Олимпийского Мишки. В дуэте с Лещенко выступила с этой песней на фестивале «Песня-80».
Весной 1981 года врачи обнаружили у певицы диффузный токсический зоб; в 1983 году певица перенесла операцию. Врачи сказали Татьяне, что петь она больше не сможет, но Анциферова решила вернуться на сцену — записала песни для фильма «Утро без отметок», работала в грозненской филармонии, выступала во Дворцах культуры на территории Чечено-Ингушской Республики с группой «Аэробус» и Валерием Ободзинским.
В 1982 году певица перешла работать в «Москонцерт».
По словам певицы, в 1983 году на рок-фестивале в Берлине известный английский рок-музыкант Роберт Уайатт рассказывал, что песни Анциферовой, которые он услышал по радио, помогли ему пережить депрессию; Уайтт даже записал англоязычный вариант песни «Мир без любимого» (англ.: «War Without Blood»).
В 1985 году дуэтом с Александром Серовым записала песню «Междугородный разговор».
В 1985 году на фирме «Мелодия» выходит миньон «Телефонная книжка», а также диск-гигант под названием «Оглянись на детство» (композитор Д. Тухманов). В том же году, после рождения сына, певица приостановила гастрольную деятельность.
В 1988 г. Анциферова записала новые песни А. Зацепина к фильмам «Артистка из Грибова» и «Приключения Арслана». В 1989 г. певица записала песню «Вчерашний дождь», вошедшую в саундтрек художественного фильма «Женщина дня» (режиссёры Александр Баранов и Бахыт Килибаев).

### 1990-е
В 1992 г. Татьяна исполнила партию Марии Магдалины в русскоязычной версии рок-оперы «Иисус Христос — суперзвезда», записывает альбом с песнями А. Рыбкина (экс-группа «Рок-Ателье»), работает с музыкантами рок-групп «Калинов мост», «Запрещённые барабанщики», «Ва-банк» и Найком Борзовым. В 1992 г. были записаны песни Александра Рыбкина и Карена Кавалеряна к диску «Всё хорошо», который вышел на фирме «Гала-рекордс» только лишь в 1997 году.
С Александром Зацепиным певица работала в новогодних программах в Кремле и в Цирке на проспекте Вернадского, записывала «Русское Рождество в Париже» для французского музыкального театра (при участии Людмилы Гурченко).
В 1996 вышел CD «Звёздный мост», в который вошли песни разных лет.
В течение 1996—1998 гг. В. Белоусовым и К. Кавалеряном был написан цикл песен под общим названием «Леди-мармелад» (пока не издавался).
В 1998 г. приняла участие в проекте лидера группы «Калинов Мост» Д. Ревякина «Ревякин и соратники» — записала сольно песню «Ветер южный», а также в качестве бэк-вокалистки «Не плачьте, мама», вошедшие в альбом «Обряд» ("Moroz Records").
В 1999 г. начала работу над альбомом «Встреча в октябре (недоступная ссылка)» композитора Олега Бабаскина на стихи поэтессы Светланы Морозовой («Встреча в октябре», «Два вечера в парке», «Будь со мной, любимый»).
С конца 1990-х вместе с мужем работала в Театре Стаса Намина: Белоусов делал аранжировки, Анциферова записывала для спектаклей музыкальные номера.

### В XXI веке
Татьяна Анциферова продолжает музыкальную карьеру и радует своих почитателей новыми произведениями.
В 2001 г. совместно с рок-группой «Запрещённые барабанщики» записала песню «Чемпион и королева», которая вошла в телесериал Кирилла Серебренникова «Ростов-папа». Артисты приняли участие в съёмках 3-й серии «Любовь по пейджеру» в качестве музыкантов в клубе. Т. В. Анциферова участвовала в концертах «Запрещённых барабанщиков» в Ростове-на-Дону и Москве в качестве приглашённой звезды.
В 2007 г. по просьбе автора и продюсера Ивана Трофимова записала вокальную партию песни «Служба идёт» ска-группы «Cabernet Deneuve» для телесериала «Солдаты», транслировавшегося на REN-TV.
В 2007 г. выпущена песня А. Зацепина на стихи Марины Мишле Magic Eyes; композиция записана дуэтом вместе с Эл Ди Меола. В 2008 на студии «Е-Рекордс» (Донецк, Украина) был записан CD «Узнай меня», в который вошли различные старые песни в новой версии. 1 декабря 2010 года окончила концертную деятельность.
В 2009—2010 гг. принимала участие в первом сезоне телевизионного проекта «Достояние республики», транслировавшегося на Первом Канале, где исполнила песни «Ищу тебя» в дуэте с Викторией Дайнеко и «До свидания, Москва» в дуэте со Львом Лещенко.
В 2013 состоялся дуэт с Дмитрием Ревякиным в песне «Год 1904», альбом Grandi Canzoni.Opus 1. Но на сцену артистка вышла последний раз 1 октября 2010 года.
Сейчас певица занята преподавательской деятельностью в продюсерском центре Стаса Намина. Одним из учеников был бывший Заместитель председателя Госдумы и кандидат на пост президента РФ в 2018 году Сергей Бабурин.

## Семья
Муж (с 1971 по 2009) — Владимир Иванович Белоусов (1942—2009), российский эстрадный музыкант (пианист, аранжировщик, композитор).
- Сын —  Ярослав Владимирович Белоусов (род. 1986).
- Падчерица[2] (от первого брака Белоусова) — Луиза Владимировна (1963—2023), погибла при обстреле 10 февраля 2023 года в Харькове[12].

По утверждению Татьяны Анциферовой, она является прапраправнучкой Гавриила Державина.

## Дискография
Студийные альбомы:
- 1980 — Песни из телефильма «31 июня»
- 1980 — Песни из к/ф «Узнай меня»
- 1985 — Оглянись на детство
- 1997 — Всё хорошо
- 2008 — Узнай меня

Миниальбомы и синглы:
- 1980 — «Good-Bye, Moscow» («До свиданья, Москва»)
- 1981 — «Татьяна Анциферова»
- 1983 — «Магазин „Цветы“ / Нет разлук»
- 1985 — «Телефонная книжка»
- 1985 — «Два листка»
- 1986 — «Позапрошлое лето»